# Водяна (притока Малої Тернівки)
Водяна (рос. Б. Водяна) — балка (річка) в Україні у Павлоградському районі Дніпропетровської області. Ліва притока Малої Тернівки (басейн Дніпра).

## Опис
Довжина річки приблизно 18,49 км, найкоротша відстань між витоком і гирлом — 17,07 км, коефіцієнт звивистості річки — 1,08. Формується багатьма балками та загатами. На деяких ділянках річка пересихає.

## Розташування
Бере початок на північно-західній стороні від села Нова Русь. Тече переважно на північний захід через села Новомиколаївське, Івано-Межиріцьке, Вербське, Юр'ївське, Варварівку і на південно-східній околиці села Весела Гірка впадає у річку Малу Тернівку, праву притоку Самари.

## Цікаві факти
- У селі Варварівка річку перетинає автошлях Р51[2] (регіональний автомобільний шлях в Україні, Мерефа — Лозова — Павлоград. Проходить територією Харківського і Зміївського, Первомайського, Лозівського районів Харківської області та Юр'ївського, Павлоградського районів Дніпропетровської області).